# Ernest Hendrickx
Pour les articles homonymes, voir Hendrickx.
 (novembre 2016).
Si vous disposez d'ouvrages ou d'articles de référence ou si vous connaissez des sites web de qualité traitant du thème abordé ici, merci de compléter l'article en donnant les références utiles à sa vérifiabilité et en les liant à la section « Notes et références ».
Ernest Hendrickx, né à Saint-Josse-ten-Noode (Bruxelles) le 11 avril 1844 et mort à Bruxelles le 30 août 1892, est un architecte belge.

## Biographie
Élève de son père, le peintre Henri Hendrickx, à l'académie de Saint-Josse-ten-Noode, puis d'Eugène Viollet-le-Duc et Anatole de Baudot, Ernest Hendrickx représente le courant rationaliste français dans l’architecture belge de la deuxième moitié du XIXe siècle. À l’écart du débat sur les styles et de l’académisme, il s’efforce de définir une méthode de construction fondée sur le respect du programme du maître d’ouvrage, les propriétés des matériaux et l’économie des moyens.
Pour diffuser ces principes, il consacre une partie importante de son temps à l’enseignement : successivement professeur à l'École des arts du dessin de Saint-Josse-ten-Noode, qui fut fondée par son père et à l’École industrielle (1869), il est nommé en 1873 professeur de dessin, de construction et d’histoire de l’architecture à l’École polytechnique de l’Université libre de Bruxelles. Pendant près de quinze ans, entre 1876 et 1892, il s’est aussi consacré aux travaux d’agrandissement de l’université située rue des Sols.

## Son œuvre architecturale

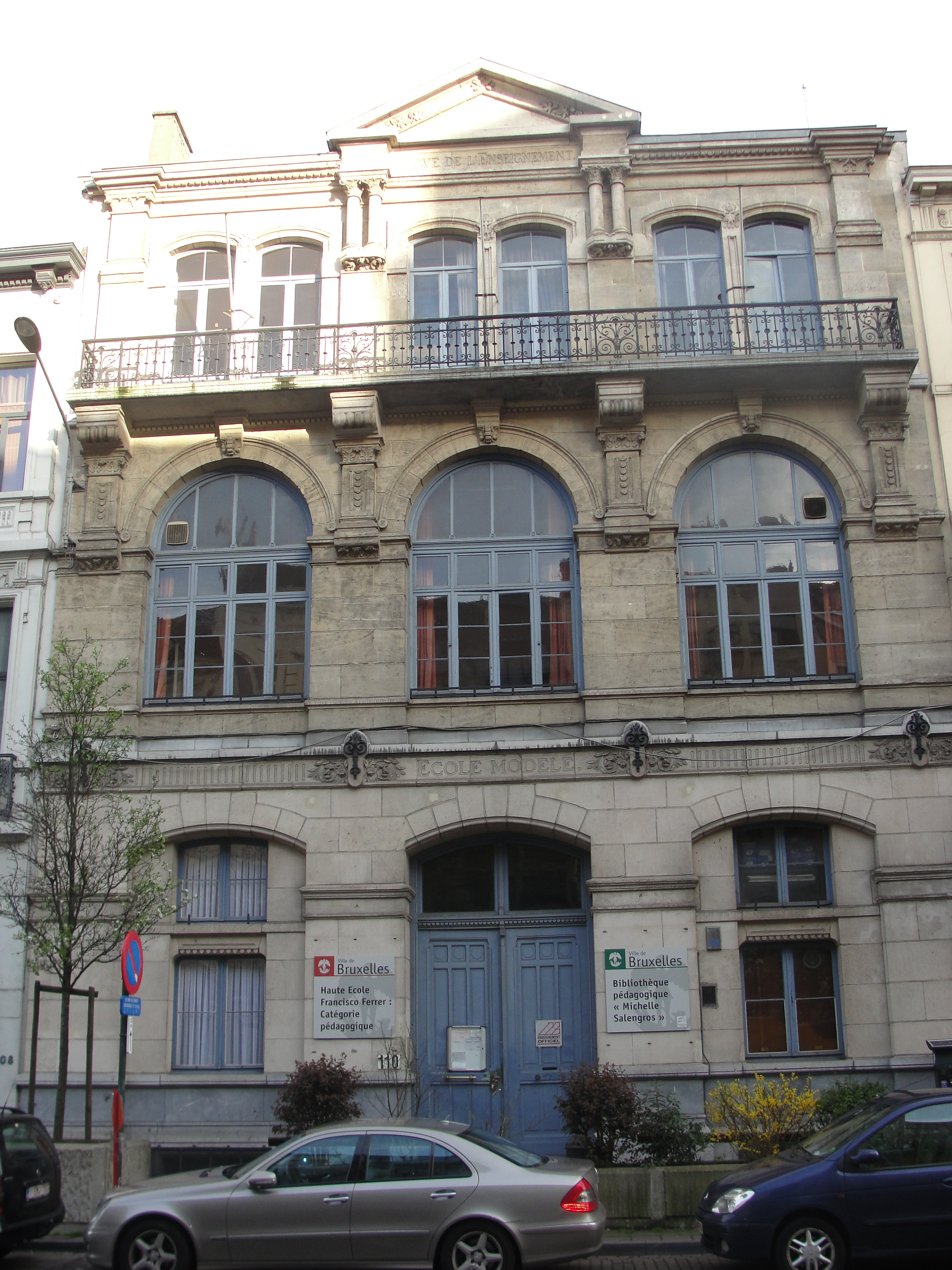
L'École Modèle, Boulevard Maurice Lemonnier, Bruxelles

- 1875 : École modèle, boulevard du Hainaut
- 1874 à 1910 : Ateliers Mommen
- Maisons de secours pour les hospices de Bruxelles, quai aux Barques
- Maison de secours, impasse du Plombier (rue Pachéco)
- École de Pharmacie, rue des Finances
- Reconstruction partielle des bâtiments de l'Université rue des Sols
- Tombeau d'Eugène Van Bemmel